# Careproctus aciculipunctatus
Careproctus aciculipunctatus és una espècie de peix pertanyent a la família dels lipàrids.

## Descripció
- La femella fa 21 cm de llargària màxima.[5]

## Hàbitat
És un peix marí i batidemersal que viu fins als 4.100 m de fondària.

## Distribució geogràfica
Es troba a l'Atlàntic nord-oriental.

## Observacions
És inofensiu per als humans.